# سجين زندا (فلم 1952)
سجين زندا، هي فيلم أمريكي سينمائي من نوع دراما ورومانسية، عرضت الفيلم في صالات السينما سنة 1952، وهي من إنتاج مترو غولدوين ماير، ومن بطولة ستيوارت جرينجر وجيمس ماسون وديبورا كير.